# Championnat de Hong Kong de football 1974-1975
Navigation
Saison précédente Saison suivante
La saison 1974-1975 du Championnat de Hong Kong de football est la trentième édition de la première division à Hong Kong, la First Division League. Elle regroupe, sous forme d'une poule unique, les treize meilleures équipes du pays qui se rencontrent deux fois, à domicile et à l'extérieur. En fin de saison, pour permettre le passage du championnat de 14 à 12 clubs sur deux saisons, les trois derniers du classement sont relégués et remplacés par les deux meilleurs clubs de Second Division League, la deuxième division hongkongaise.
C'est le club de Seiko SA qui remporte le championnat cette saison après avoir terminé en tête du classement final, à égalité de points mais avec une meilleure différence de buts que Happy Valley AA. Hong Kong Rangers complète le podium à deux points du duo de tête. C'est le deuxième titre de champion de Hong Kong de l'histoire du club, qui réussit même le premier doublé de l'histoire en s'imposant face aux Rangers en finale de la toute première Coupe de Hong Kong.

## Clubs participants
- Seiko SA
- Mackinnons FC
- Urban Services FC - Promu de D2
- South China AA
- Eastern AA
- Happy Valley AA
- Tung Sing FC
- Kwong Wah AA
- Yuen Long SA
- Hong Kong Telephone FC
- Hong Kong Rangers
- Jardines SA - Promu de D2
- Caroline Hill FC

## Compétition
Le barème de points servant à établir les classements se décompose ainsi :
- Victoire : 2 points
- Match nul : 1 point
- Défaite : 0 point

### Classement
| Rang | Équipe                 | Pts | J  | G  | N  | P  | Bp | Bc | Diff |
| ---- | ---------------------- | --- | -- | -- | -- | -- | -- | -- | ---- |
| 1    | Seiko SAC              | 35  | 24 | 15 | 5  | 4  | 54 | 21 | +33  |
| 2    | Happy Valley AA        | 35  | 24 | 15 | 5  | 4  | 51 | 31 | +20  |
| 3    | Hong Kong Rangers      | 33  | 24 | 14 | 5  | 5  | 43 | 28 | +15  |
| 4    | South China AAT        | 32  | 24 | 11 | 10 | 3  | 44 | 19 | +25  |
| 5    | Kwong Wah AA           | 31  | 24 | 12 | 7  | 5  | 41 | 25 | +16  |
| 6    | Tung Sing FC           | 30  | 24 | 13 | 4  | 7  | 42 | 32 | +10  |
| 7    | Caroline Hill FC       | 26  | 24 | 11 | 4  | 9  | 37 | 34 | +3   |
| 8    | Eastern AA             | 19  | 24 | 5  | 9  | 10 | 19 | 23 | -4   |
| 9    | Yuen Long SA           | 19  | 24 | 7  | 5  | 12 | 29 | 43 | -14  |
| 10   | Urban Services FCP     | 16  | 24 | 5  | 6  | 13 | 20 | 43 | -23  |
| 11   | Mackinnons FC          | 15  | 24 | 3  | 9  | 12 | 22 | 40 | -18  |
| 12   | Jardines SAP           | 14  | 24 | 4  | 6  | 14 | 20 | 40 | -20  |
| 13   | Hong Kong Telephone FC | 7   | 24 | 1  | 5  | 18 | 16 | 59 | -43  |

|  | Champion de Hong Kong 1975                                                 |
|  | Relégation directe en deuxième division                                    |
|  | T : Tenant du titre C : Vainqueur de la Coupe de Hong Kong P : Promu de D2 |

## Bilan de la saison
| Championnat de Hong Kong de football 1974-1975 |                        |
| Champion                                       | Seiko SA (2e titre)    |
| Coupes et trophées                             |                        |
| Vainqueur de la Coupe de Hong Kong 1974-1975   | Seiko SA               |
| Promotions et relégations                      |                        |
| Promus en First Division League                | Hong Kong Police FC    |
| Promus en First Division League                | Hong Kong FC           |
| Relégués en Second Division League             | Mackinnons FC          |
| Relégués en Second Division League             | Jardines SA            |
| Relégués en Second Division League             | Hong Kong Telephone FC |